# 5-Iodcytosin
5-Iodcytosin ist eine heterocyclische organische Verbindung mit einem Pyrimidingrundgerüst. Es ist ein Derivat der Nukleinbase Cytosin mit einem zusätzlichen Iod an Position 5.
Die Verbindung kristallisiert im monoklinen Kristallsystem in der Raumgruppe C2 (Raumgruppen-Nr. 5) mit den Gitterparametern a = 18,248 Å; b = 4,442 Å, c = 15,913 Å und β = 98,366 ° sowie 8 Formeleinheiten pro Elementarzelle.